# Bucchia
|                                            |  |
| Gli stemmi dei Bucchia e dei Drago-Bucchia |  |

La famiglia Bucchia (nelle fonti anche in varie altre forme, fra le quali Bucchich, Buchia, Buche, Buchi, Buchie, de Bucha, de Buchia, de Bucho, de Buça, Boce o Buca, in croato e in montenegrino Buča, Bučić o Bućin) fu una delle più importanti famiglie nobili di Cattaro. Un ramo dei Bucchia fu ammesso nel patriziato della Repubblica di Ragusa, un altro ramo invece s'impiantò a Sebenico.

## Storia
I Bucchia furono fra le famiglie più ricche e potenti di Cattaro, fondendosi nel tempo con la famiglia Drago e dando luogo ad una delle casate più importanti della regione: quella dei Drago-Bucchia.
Il cognome sembra derivare dal nome proprio medievale Buchius o Bucchius, attestato sia in Dalmazia che in varie località italiane. Il primo Bucchia a risultare negli archivi è un Jacobus Boce, presente a Cattaro nel 1186.
Un ramo dei Bucchia si spostò nel 1449 a Sebenico, mentre un altro ramo s'era già spostato nel XIV secolo a Ragusa. Questi ultimi, fra il 1440 e il 1640 contarono 30 membri del Maggior Consiglio, pari al 1,36% sul totale. In questi duecento anni, ottennero anche 27 cariche senatoriali (1,36%), 5 volte la qualifica di Rettore della Repubblica (0,21%), 5 membri del Minor Consiglio (0,23%), ma non furono mai Guardiani della Giustizia.

### Storia recente
Il ramo cattarino si estinse nel XVII secolo, quello raguseo nel XIX secolo con la morte di Secondo Bucchia nel 1807. Il ramo di Sebenico, trapiantatosi poi sull'isola di Lesina, tutt'oggi sopravvive in Italia, in particolare a Milano e Parma, rispettivamente presso le famiglie Bucchich e Peracchia - Bucchich

## Personalità notabili (in ordine cronologico)
- Nicola Bucchia (XIV secolo) - Fu protovestiario dello zar serbo Stefano Dušan. Sembra che fosse il primo della famiglia ad essere ammesso fra i nobili di Ragusa, su espressa richiesta dello zar.
- Girolamo Bucchia (XVI secolo) - Cattarino, fu vescovo della locale diocesi a partire dal 1581. Curò l'adattamento della Vita di san Trifone, aggiungendovi quattro inni.
- Domenico e Vincenzo Bucchia (XVI secolo) - Fratelli di Cattaro, entrambi domenicani, furono rinomati teologi, lasciando vari scritti editi e inediti. Il secondo fu confessore della beata Osanna di Cattaro, nonché Vicario Generale per la Dalmazia.
- Vincenzo Bucchia (XVII secolo) - Vescovo di Cattaro dal 1622 al 1656.
- Gregorio Bucchich (Grgur Bučić) (1829 - 1911) - Nato sull'isola di Hvar, fu un famoso naturalista croato, in particolare esperto di ittiologia e meteorologia. Fu lo scopritore del gobius bucchichi e fu il primo direttore della stazione meteorologica dell'isola di Hvar.